# Herregårdshistorie
Herregårdshistorie er et dansk historisk tidsskrift om herregårde.
Det udgives fra Gammel Estrup af Gammel Estrup Danmarks Herregårdsmuseum og Dansk Center for Herregårdsforskning.
Første nummer blev udgivet i 2006.
Siden 2018 har tidsskriftet haft fagfællebedømt indhold.
I 2020 overgik tidsskriftet til online udgivelse.
Marie Kirstine Elkjær står for redaktionen.
Flere af tidsskriftets numre er tilgængelige fra platformen tidsskrift.dk.
Langt størstedelen af indholdet er på dansk, med en engelsksproget artikel som undtagelsen.